# Crèssida
Crèssida és un personatge que apareix en diverses obres literàries  medievals i  renaixentistes sobre la guerra de Troia, encara que no en els textos de l'Antiguitat sobre el mateix tema. És un dels personatges clau de la història de Troilus i Crèssida, que apareix per primera vegada en el Roman de Troie francès del segle xii, però que serà també narrada per  Boccaccio (Filostrat d'Atenes),  Chaucer (Troilus and Criseyde) i  Shakespeare (Troilus and Cressida).
És una dona grega, capturada i convertida en esclava pels troians, que s'enamora del príncep troià Troilus, a qui jura amor etern. No obstant això, quan és tornada als grecs en un intercanvi de presoners es converteix en amant de l'heroi aqueu Diomedes, la qual cosa embogeix Troilus.
No s'ha de confondre amb Criseida, personatge de la Il·líada